# Королевская коллегия хирургов Англии

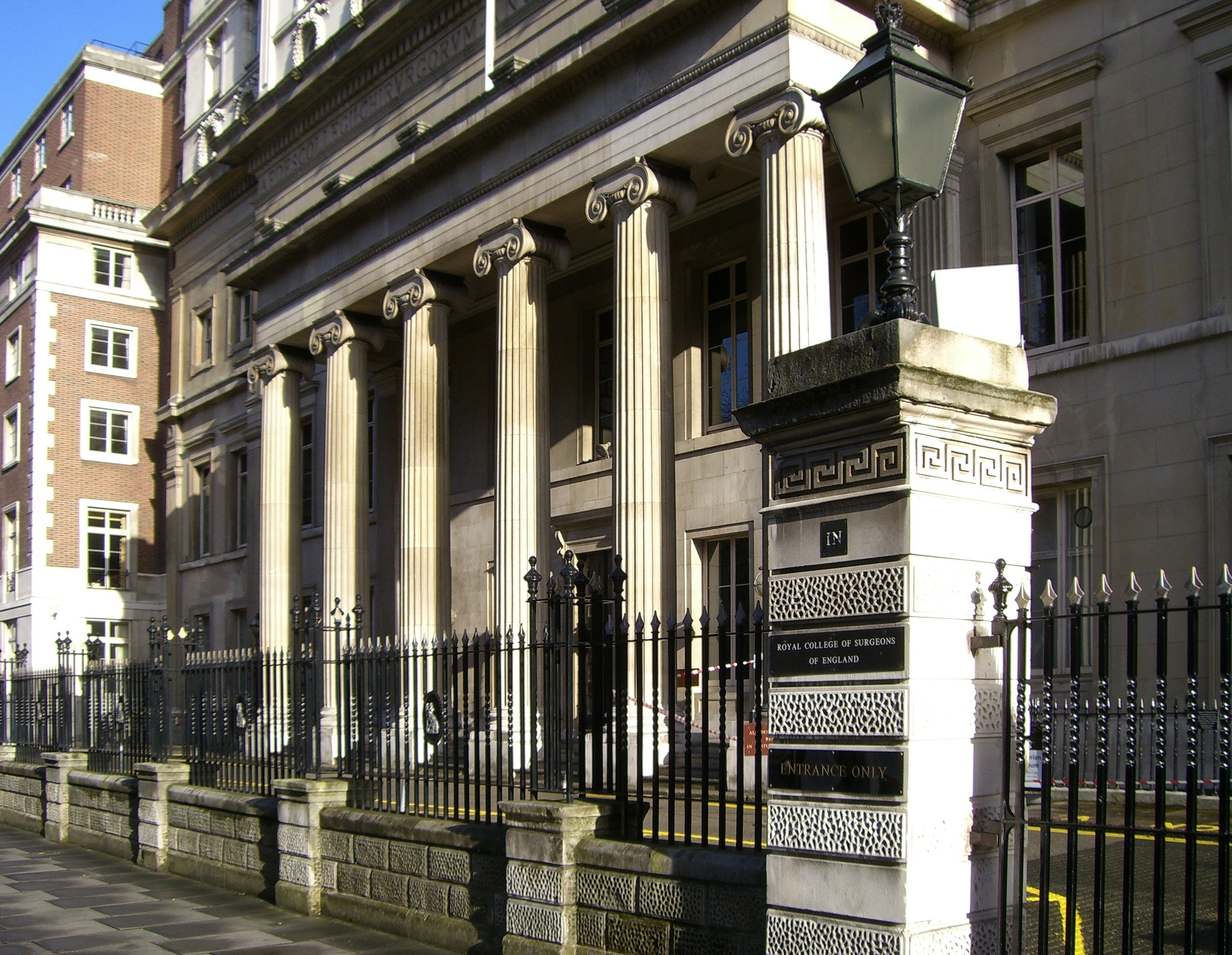
Королевская коллегия хирургов Англии

Королевская коллегия хирургов Англии (англ. Royal College of Surgeons of England) — профессиональная организация, объединяющая хирургов (в том числе стоматологов) Англии и Уэльса, зарегистрированная также как благотворительная организация.
Основана в 1745 году. В 1800 году получила официальный статус коллегии. Местонахождение — Линкольнс-Инн-Филдс, Лондон, Великобритания. В здании коллегии созданы Музей и художественная галерея имени Джона Хантера, имеющая коллекции по анатомии, естественной истории и др.